# ماسيمو كودا
ماسيمو كودا (بالإيطالية: Massimo Coda)‏ (10 نوفمبر 1988 بكافا دي تيريني في إيطاليا - ) هو لاعب كرة قدم إيطالي في مركز الهجوم. لعب مع نادي بارما ونادي بولونيا ونادي بيلينزونا ونادي تريفيزو ونادي ساليرنيتانا ونادي غوريتسا ونادي كروتوني ونادي كريمونيسي وCavese 1919 ‏ وCavese 1919 ‏ و وAtletico Roma FC ‏ وASD Victor San Marino ‏.

## روابط خارجية
- ماسيمو كودا على موقع قاعدة بيانات كرة القدم.إي يو (الإنجليزية)
- ماسيمو كودا على موقع Soccerway.com (الإنجليزية)
- ماسيمو كودا على موقع عالم كرة القدم.نت (الإنجليزية)
- ماسيمو كودا على موقع AS.com (الإسبانية)